# Canton de Saint-Étienne-1
Le canton de Saint-Étienne-1 est une circonscription électorale française du département de la Loire.

## Histoire
Un nouveau découpage territorial de la Loire entre en vigueur à l'occasion des élections départementales de 2015. Il est défini par le décret du 26 février 2014, en application des lois du 17 mai 2013 (loi organique 2013-402 et loi 2013-403). Les conseillers départementaux sont, à compter de ces élections, élus au scrutin majoritaire binominal mixte. Les électeurs de chaque canton élisent au Conseil départemental, nouvelle appellation du Conseil général, deux membres de sexe différent, qui se présentent en binôme de candidats. Les conseillers départementaux sont élus pour 6 ans au scrutin binominal majoritaire à deux tours, l'accès au second tour nécessitant 12,5 % des inscrits au 1er tour. En outre la totalité des conseillers départementaux est renouvelée. Ce nouveau mode de scrutin nécessite un redécoupage des cantons dont le nombre est divisé par deux avec arrondi à l'unité impaire supérieure si ce nombre n'est pas entier impair, assorti de conditions de seuils minimaux. Dans la Loire, le nombre de cantons passe ainsi de 40 à 21.
Le canton de Saint-Étienne-1 est entièrement inclus dans l'arrondissement de Saint-Étienne. Le bureau centralisateur est situé à Saint-Étienne.

## Représentation
| Période élective | Période élective | Mandat | Mandat   | Identité        | Nuance | Nuance | Qualité |
| ---------------- | ---------------- | ------ | -------- | --------------- | ------ | ------ | --- |
| 2015             | 2021             | 2015   | 2021     | Fabienne Perrin |        | LR     | Adjointe au maire de Saint-Étienne jusqu'en 2020 |
| 2015             | 2021             | 2015   | 2021     | Georges Ziegler |        | LR     | Journaliste Adjoint au maire de Saint-Étienne jusqu'en 2017 Ancien conseiller général du Canton de Saint-Étienne-Sud-Est-2 (1994-2015) Président du Conseil départemental depuis le 16 octobre 2017 |
| 2021             | 2028             | 2021   | en cours | Fabienne Perrin |        | LR     | Conseillère sortante |
| 2021             | 2028             | 2021   | en cours | Georges Ziegler |        | LR     | Conseiller sortant Président sortant et réélu du conseil départemental |

### Résultats détaillés

#### Élections de mars 2015
À l'issue du 1er tour des élections départementales de 2015, deux binômes sont en ballottage : Fabienne Perrin et Georges Ziegler (Union de la Droite, 34,32 %) et Zahra Bencharif et Yann Saccucci (Union de la Gauche, 29,78 %). Le taux de participation est de 43,22 % (9 331 votants sur 21 589 inscrits) contre 48,48 % au niveau départemental et 50,17 % au niveau national.
Au second tour, Fabienne Perrin et Georges Ziegler (Union de la Droite) sont élus avec 53,79 % des suffrages exprimés et un taux de participation de 42,79 % (4 564 voix pour 9 238 votants et 21 589 inscrits).
Georges Ziegler a quitté l'UDI en 2018.

#### Élections de juin 2021
Le premier tour des élections départementales de 2021 est marqué par un très faible taux de participation (33,26 % au niveau national). Dans le canton de Saint-Étienne-1, ce taux de participation est de 25,88 % (4 990 votants sur 19 278 inscrits) contre 30,05 % au niveau départemental. À l'issue de ce premier tour, deux binômes sont en ballottage : Fabienne Perrin et Georges Ziegler (LR, 41,5 %) et Valérie Atif et Jérôme Masegosa (Union à gauche avec des écologistes, 40,81 %).
Le second tour des élections est marqué une nouvelle fois par une abstention massive équivalente au premier tour. Les taux de participation sont de 34,36 % au niveau national, 31,31 % dans le département et 28 % dans le canton de Saint-Étienne-1. Fabienne Perrin et Georges Ziegler (LR) sont élus avec 51,59 % des suffrages exprimés (2 665 voix pour 5 428 votants et 19 384 inscrits),,.

## Composition
| Nom                                   | Code Insee | Intercommunalité        | Superficie (km2) | Population (dernière pop. légale)                 | Densité (hab./km2) | Modifier                                    |
| ------------------------------------- | ---------- | ----------------------- | ---------------- | ------------------------------------------------- | ------------------ | ------------------------------------------- |
| Saint-Étienne (bureau centralisateur) | 42218      | Saint-Étienne Métropole | 79,97            | Fraction : 39 078 (2022) Commune : 172 569 (2022) | 2 158              | modifier les données · modifier les données |
| Canton de Saint-Étienne-1             | 4214       |                         |                  | 39 078 (2022)                                     |                    | modifier les données                        |

Le canton de Saint-Étienne-1 comprend la partie de la commune de Saint-Étienne située à l'intérieur d'un périmètre défini par l'axe des voies et limites suivantes : avenue de la Libération, place Fourneyron, rue des Alliés, rue Etienne-Mimard, rue de la Montat, rue de la Verrerie, rue de la Plagne, rue de la Richelandière, rue Robinson, rue Fleury-Richarme-Prolongée, rue de l'Espérance, rue Gauthier-Dumont, rue du Bois-d'Avaize, ligne droite perpendiculaire à la rue du Bois-d'Avaize passant par l'extrémité de l'impasse des Lilas jusqu'au prolongement de l'allée Sainte-Marguerite, allée Sainte-Marguerite, ligne droite perpendiculaire à la rue de Patroa à l'intersection avec l'impasse de Patroa, rue Jean-Parot, rue Marcel-Sembat, rue de la Convention, rue Pierre-Blachon, rue Vivaraize, rue Montesquieu, rue des Armuriers, place Edmond-Maurat, cours Fauriel, rue Pierre-Termier, rue Crozet-Fourneyron, rue de la Badouillère, rue César-Bertholon, rue Francis-Baulier, rue Cuvier, rue de la Vapeur, rue Jacques-Barbier, rue Denis-Papin, place Ferdinand-Buisson, boulevard Daguerre, boulevard Joseph-Bethenod, rue Montferré, rue Dutreil-de-Rhins, rue du Sous-Lieutenant-Joseph-Vergnette, rue de la Vierge, ligne droite perpendiculaire à la rue de la Vierge au niveau de l'intersection avec le boulevard Salvador-Allende, chemin vicinal jusqu'à la rue Alfred-Colombet, rue Alfred-Colombet, rue Florent-Evrard, rond-point, rue de Montmartre, rue Paillon, boulevard Martin-Bernard, rue de l'Apprentissage, rue des Brunandières, rue Auguste-Poncetton, rue des Brunandières, ligne droite dans le prolongement de la rue des Brunandières, rue Emile-Deschanel, boulevard du Maréchal-Franchet-d'Espèrey, rue de l'Abbé-Etienne-Chauve, rue Charles-Dupuy, rue Saint-Just, rue de la Pareille, rue Tarentaize, rue Michel-Rondet, cours Pierre-Lucien-Buisson, rue Georges-Teissier, rue Camille-Colard, rue Saint-Jean.

## Démographie
En 2022, le canton comptait 39 078 habitants, en évolution de −0,8 % par rapport à 2016 (Loire : +1,32 %, France hors Mayotte : +2,11 %).
| 2013   | 2018   | 2022   |
| ------ | ------ | ------ |
| 39 309 | 39 783 | 39 078 |